# Æon Flux - Il futuro ha inizio
Æon Flux - Il futuro ha inizio (Æon Flux) è un film del 2005 diretto da Karyn Kusama e interpretato da Charlize Theron. È un adattamento parziale della serie animata a cartoni animati Æon Flux prodotta dalla rete televisiva MTV.

## Trama
Anno 2415, circa quattrocento anni dopo la diffusione di un virus che nel 2011 uccise il 99% della popolazione mondiale, i sopravvissuti furono salvati dall'intervento dello scienziato Trevor Goodchild che sviluppò una cura per il virus. Goodchild concentrò i sopravvissuti in una città utopica chiamata Bregna, mentre la dinastia Goodchild governò la città-stato. La vita di Bregna sembra utopica, ma in realtà molti abitanti soffrono per la forma di governo e sono preoccupati per il numero allarmante di persone che spariscono improvvisamente e senza apparente motivo e la polizia non fa nulla per ritrovarle. Per opporsi al potere dei Goodchild nasce nella città una fazione avversa chiamata Monican, di cui Æon Flux è il migliore agente.
Handler, il capo missione, ordina a Æon di danneggiare il centro di controllo della polizia. Per questa Æon Flux deve rinunciare a una cena con sua sorella Una, che avrebbe dovuto comunicarle un'importante notizia. Dopo la missione Æon Flux si dirige verso l'appartamento di Una e giunta in casa sua scopre che la polizia l'ha uccisa ritenendola un'agente Monican. Da allora l'unico scopo di Æon diventa eliminare Trevor Goodchild. Un anno dopo Æon con l'aiuto dell'agente Sithandra riesce a introdursi nella cittadella amministrativa, dove arriva a Goodchild ma esita all'ultimo momento e viene arrestata. Goodchild si comporta come se la conoscesse. Æon riesce comunque ad evadere.
La ragazza trova un messaggio nascosto di Goodchild, riuscendo a mettersi in contatto con lui. Una volta rincontrati in privato i due si lasciano andare un rapporto amoroso. Dal luogo in cui si sono incontrati scopre un passaggio segreto che porta ad un laboratorio. Sithandra contatta poco dopo Æon Flux per imporle di terminare il lavoro o di abbandonare la città. Nel frattempo gli esponenti del governo scoprono la relazione tra Goodchild e Æon Flux e decidono di esautorarlo consegnando il comando a suo fratello, il vicepresidente Oren Goodchild.
Æon comprende che tutto è legato al Relicle, una sorta di dirigibile che volteggia costantemente sopra la città. Formalmente il velivolo è un monumento alla memoria delle persone decedute nel corso dell'epidemia di quattro secoli prima, ma deduce che esso nasconda altri segreti. Introdotta a bordo del Relicle scopre che questo contiene una gigantesca banca dati sugli abitanti di Bregna. Scopre così che sua sorella Una è stata "riassegnata" a una coppia di Bregna e decide di dirigersi da loro. Anche Trevor arriva sul velivolo e scopre che le donne sono state rapite o uccise per ordine di suo fratello Oren. La protagonista arriva nella casa ma al posto della sorella trova una neonata che le somiglia molto. Trevor la raggiunge e spiega la verità: Il vaccino mostrò un effetto collaterale imprevisto, la sterilità. Trevor e gli altri scienziati per evitare l'estinzione della razza umana ricorsero alla clonazione così da sopravvivere mentre veniva studiata una cura contro la sterilità. Trevor e suo fratello si erano clonati costantemente per continuare a governare la città mentre il resto della popolazione veniva clonata di nascosto e il Relicle serve per clonare i cittadini.
Alla polizia viene dato l'ordine di eliminare sia Trevor che Æon, obbligandoli a scappare. Trevor aggiunge di aver trovato la cura ma che suo fratello Oren sta eliminando le donne (non più sterili) per mantenere la clonazione e il controllo della città. I due cercano di raggiungere il laboratorio ma scoprono che è stato distrutto da Oren. Trevor consiglia di fuggire ma Æon Flux vuole distruggere il Relicle così da interrompere la clonazione dei cittadini di Bregna e rendere indispensabile la cura.
Intanto Sithandra organizza un gruppo di fuoco per eliminare Æon Flux e Trevor. I due vengono bloccati dagli uomini di Oren e questi rivela a Trevor che la sua cura non serve dato che alcune donne erano rimaste naturalmente incinte e lui per mantenere lo status quo le aveva dovute eliminare. Æon Flux riesce a contattare Sithandra e le spiega l'importanza di questa missione. Quest'ultima copre Æon Flux eliminando alcune delle guardie di Oren e consente ai due di liberarsi. Durante la sparatoria il gruppo di Sithandra viene eliminato ma Æon Flux e Trevor hanno la meglio su Oren. 
La storia si conclude con Æon Flux che distrugge il Relicle, per permettere finalmente alla razza umana di voltare pagina e distruggere le mura di Bregna.

## Produzione
Il film è stato prodotto da Paramount Pictures e Lakeshore Entertainment. Peter Chung, disegnatore della serie televisiva, ha partecipato alla realizzazione del film.
Per evitare di ricorrere a trucchi scenici per filmare la prima scena del film (un bacio alla francese), Charlize Theron chiese e ottenne di poterla girare con il suo compagno di allora, Stuart Townsend, il quale però non risulta menzionato nel cast del film.

### Location
Inizialmente il film avrebbe dovuto utilizzare come location Brasilia, la capitale del Brasile fatta costruire nella foresta dal governo brasiliano per dare alla nazione una nuova capitale. Essendo una città nata dal nulla, è stata progettata a tavolino ispirandosi all'idea di una città "utopica": le sue costruzioni hanno delle linee molto pulite e futuristiche che ben si sarebbero adattate alla sceneggiatura, ma problemi logistici e di permessi resero impossibile la realizzazione del film lì. La produzione quindi decise di girare il film a Berlino che, essendo una città con più di mille anni di storia, mostra una grande varietà di stili architettonici. La produzione trovò molte strutture adeguate per le riprese e quindi dovette realizzare solo un numero ridotto di fondali. La parte della cittadella amministrativa fu girata in una moderna clinica veterinaria, i sotterranei furono girati nella galleria del vento del Deutsche Versuchsanstalt für Luftfahrt (DVL), mentre le riprese delle scene della sala del consiglio ebbero luogo nel crematorio di Berlino. Alcuni esterni furono girati al Haus der Kulturen der Welt e al Bauhaus-Archiv.